# 포트리스 힐역
포트리스 힐역 (Fortress Hill) 또는 파우토이산역 (중국어 정체자: 炮台山, 한어 병음: Pàotáishān, 광둥어 예일: Paautòisāan, 포대산)은 홍콩 지하철 공도선의 역이다. 홍콩섬 둥구 포트리스힐에 위치해 있다.
1985년 5월 31일 공도선 개통과 함께 영업을 개시하였으며, 역 상징색은 진한 녹색이다. 이 역과 서쪽의 틴하우역 사이 간격은 약 480m에 불과하여, 홍콩 지하철에서 가장 짧은 역간 거리이기도 하다. 이 다음으로 가장 짧은 구간은 웡곡역-프린스 에드워드역 사이 구간이다.

## 역 구조
포트리스 힐역의 구조는 여느 역과 마찬가지로 되어 있다. 지상에서 지하 대합실까지 에스컬레이터가 연결되어 있으며, 대합실에서 다시 한번 에스컬레이터를 타고 내려가면 승강장이 있는 식이다.
포트리스 힐역의 1번과 2번 승강장은 섬식 승강장 구조이며, 승객의 안전을 위해 스크린도어가 설치되어 있다. 역 벽면은 나머지 공도선 역처럼 곡면으로 되어 있다. 대합실과 승강장을 잇는 에스컬레이터는 총 4대이며, 홍콩 지하철에서 가장 긴 에스컬레이터 중 하나로 꼽힌다.
| G         | 지상층                     | 출구                              |
| L1        | 대합실                     | 고객센터, MTR 샵                  |
| L1        | 대합실                     | 자판기, ATM기                     |
| L3 승강장 | 승강장 1                   | → 공도선 완자이 방면 (박곡) →     |
| L3 승강장 | 섬식 승강장, 오른쪽문 열림 |                                   |
| L3 승강장 | 출구 연결통로              |                                   |
| L3 승강장 | 섬식 승강장, 오른쪽문 열림 |                                   |
| L3 승강장 | 승강장 2                   | ← 공도선 케네디타운 방면 (틴하우) |

## 출구

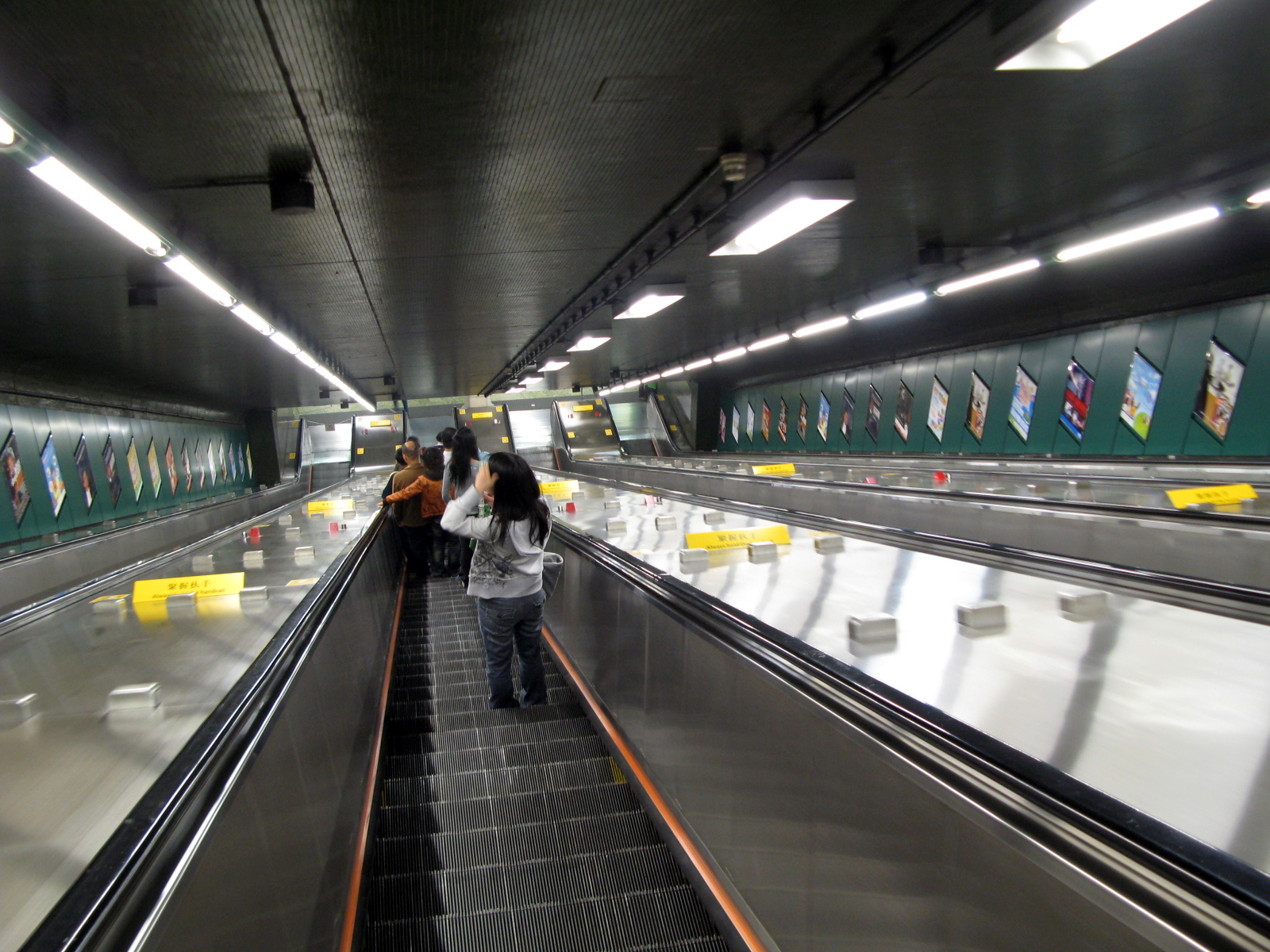
홍콩 지하철에서 가장 긴 에스컬레이터 (2009년)

포트리스 힐역에는 총 두 개의 출구가 존재한다. 두 출구 모두 킹스로 (King's Road, 英皇道)의 양쪽편에 자리잡고 있지만, 한쪽은 고층주거단지인 포트리스 메트로타워 쪽이다.
- A: AIA 타워, 시티코프 센터
- B: 올림피아 플라자, 일렉트릭 센터